# Vioolconcert (Borgstrøm)
Het Vioolconcert opus 25 is een compositie van Hjalmar Borgstrøm. Borgstrøm schreef slechts een vioolconcert. In het genre concerto had hij al eerder een pianoconcert gecomponeerd en daar bleef het bij. Het concert is geschreven in de romantische stijl. Het werk ging in première tijdens het openingsconcert van het Noorse Muziekfeest op 1 juni 1914. Die avond traden diverse Noorse musici en componisten voor het voetlicht. Voor dit werk stond Borgstrøm zelf op de bok, de solist was Leif Halvorsen. Anderen muziek die middag was afkomstig van Ole Olsen, Johan Selmer, Eyvind Alnæs en Johan Svendsen.
Het vioolconcert bestaat uit drie delen:
- Allegro moderato
- Adagio
- Allegro con spirito